# Alejandro Vergara Blanco
Alejandro Vergara Blanco (Talca, Chile, 2 de mayo de 1959) es un abogado, académico y jurista chileno, cuya obra esta enfocada en el Derecho Administrativo y la Teoría del Derecho.
Ha contribuido al rediseño de especialidades jurídicas derivadas del Derecho Administrativo tales como el Derecho de Minería, el Derecho de Aguas y el Derecho Eléctrico, así como de teorizaciones relativas al derecho administrativo general.
Actualmente es profesor titular y miembro del Claustro Académico de la Facultad de Derecho de la Pontificia Universidad Católica de Chile, en donde además ejerce como catedrático de Derecho Administrativo y de Teoría del Derecho. Ha destacado también en la práctica profesional, situándose entre los mejores abogados de Derecho Público del país.

## Biografía
En 1983 obtiene el grado de Licenciado en Ciencias Jurídicas y Sociales por la Universidad de Concepción con calificación sobresaliente, obteniendo ese mismo año su título de abogado. Su tesis, titulada "El secreto bancario. Sobre su fundamento, legislación y jurisprudencia" fue publicada en 1990.
En 1988 obtuvo el título de doctor en derecho por la Universidad de Navarra, España, con calificación sobresaliente cum laude, por su tesis doctoral "Reconstrucción histórica y dogmática del derecho minero. Ensayo de una matriz disciplinar", la que fue publicada en Chile en 1992 como: "Principios y sistemas del derecho minero. Estudio histórico dogmático". 
Más tarde, realizó estudios de postdoctorado en la Université de Pau et des Pays de l'Adour, Francia (1993-1998). 
Desde 1990, es profesor titular en la Facultad de Derecho de la Pontifica Universidad Católica de Chile. Actualmente imparte los cursos de Derecho Administrativo (I y II) y Teoría del Derecho y diversos cursos en diplomados y programas de magíster.
Sus publicaciones abarcan las disciplinas Derecho Administrativo, Derecho de Aguas, Derecho de Energía, Derecho Minero y Teoría del Derecho. Además, es editor de fuentes legales, director de revistas jurídicas, y traductor de diversas obras.
Puede accederse a todas sus publicaciones en: https://www.vergarablanco.cl/

## Actividades docentes
Su carrera como docente inicia en 1992 como profesor auxiliar en la Facultad de Derecho de la Pontificia Universidad Católica de Chile, siendo nombrado profesor asistente en 1996. En 2006 es reconocido como profesor titular.
Hasta 2004, fue profesor en pregrado de los cursos "Derecho Minero", "Derecho de Aguas" y "Derecho Eléctrico". Paralelamente enseñó "Régimen de Dominio Público" en clases de Magíster y Pos-título en Derecho Público de la misma Universidad. Entre 2002 y 2008 impartió clases de "Teoría del Derecho" en el Doctorado de la Facultad, y desde 2005 a la fecha imparte los cursos de Derecho Administrativo I y II (1.er y 2.º semestre respectivamente). Desde 2016, imparte además "Teoría del Derecho" a los alumnos de pregrado en primer año. 

## Editor de revistas jurídicas
En paralelo a su carrera docente, ha sido editor de un gran número de revistas científicas especializadas en disciplinas jurídicas del Derecho Público. Comenzó con la edición de la Revista de Derecho de Minas y Aguas (1990-1992) la que posteriormente se dividió en la Revista de Derecho de Minas (1993-1998) y la Revista de Derecho de Aguas (1993-1998), ambas del Instituto de Derecho de Minas y Aguas de la Universidad de Atacama. En 1998 asumió la dirección de la Revista Chilena de Derecho, de la que fue Secretario de Redacción entre 1990 y 1997 y director entre los años 1998 y 2006.
En 1999 comienza otro proyecto editorial más extenso, especializado y vigente hasta hoy: la Revista de Derecho Administrativo Económico (1999-2006 y 2014-2018), publicación semestral del Programa de Derecho Administrativo Económico de la Facultad de Derecho de la Pontificia Universidad Católica de Chile.
Entre otras publicaciones de las que ha sido director en los últimos años, están las Actas de Derecho de Energía (ADEner), las Actas de Derecho de Agua (Adag) y las Actas de Teoría del Derecho (ATeDer).

## Fundador del Programa de Derecho Administrativo Económico
El Programa de Derecho Administrativo Económico (PDAE) es un programa de investigación universitario creado en 1998 por iniciativa de Alejandro Vergara, cuyos objetivos son el estudio de las disciplinas del Derecho Administrativo General y sus disciplinas afines, tales como el Derecho de Energía, Derecho Minero, Derecho de Aguas, Bienes públicos, ordenamiento territorial, entre otros.

## Artículos
Ha publicado diversos artículos en revistas indexadas y no indexadas, así como capítulos de libros. Sus publicaciones pueden verse en el sitio web www.vergarablanco.cl.

## Libros
- (1988): Reconstrucción histórica y dogmática del derecho minero. Ensayo de una nueva matriz disciplinar - (Pamplona, Universidad de Navarra), 848 pp. [Tesis doctoral]
- (1990): El secreto bancario. Sobre su fundamento, legislación y jurisprudencia (Santiago, Editorial Jurídica de Chile), 226 pp.
- (1992): Principios y Sistema del Derecho Minero. Estudio histórico-dogmático (Santiago, Editorial Jurídica de Chile), 433 pp. ISBN 956-100-930-6.
- (1998): Derecho de Aguas, 2 tomos, 548 pp. (Tomo 1 pp. 1-298, ISBN 956-10-1241-3; tomo 2 pp. 299-548, ISBN 956-10-1241-3) (Santiago, Editorial Jurídica de Chile)
- (2004): Derecho Eléctrico (Santiago, Editorial Jurídica de Chile), 414 pp. ISBN 956-10-1562-5.
- (2010): El Derecho Administrativo como sistema autónomo. El mito del código civil como Derecho Común (Santiago, Abeledo Perrot – Legal Publishing), 150 pp. ISBN 978-956-2389-235.
- (2010): Instituciones de Derecho Minero (Santiago, Editorial Abeledo Perrot Legal Publishing), 856 pp. ISBN 978-956-238-935-8
- (2013): Sistema de Derecho Minero (Santiago, Abeledo Perrot-Legal Publishing), 386 pp. ISBN 978-956-346-384-2.
- (2014): Crisis Institucional del Agua (Santiago, Thomson Reuters–La Ley), 508 pp. ISBN 978-956-346-525-9 [2ª edición (2015): Pontificia Universidad Católica de Chile].
- (2016): Sistema de Derecho Minero. Una introducción a la disciplina (Bogotá, Universidad Externado de Colombia), 334 pp.
- (2018): Derecho Administrativo: identidad y transformaciones (Santiago, Ediciones UC), 476 pp.
- (2018): Derecho de Energía: identidad y transformaciones (Santiago, Ediciones UC), 264 pp.
- (2018): Derecho de Aguas: identidad y transformaciones (Santiago, Ediciones UC), 328 pp.
- (2018): Derecho Minero: identidad y transformaciones (Santiago, Ediciones UC), 371 pp.
- (2018): Teoría del Derecho. Reglas y principios. Jurisprudencia y doctrina (Santiago, Thomson Reuters-La Ley), 256 pp.
- (2018): Derecho Administrativo Económico. Sectores regulados: servicios públicos, territorio y recursos naturales (Santiago, Thomson Reuters-La Ley), 608 pp.
- (2019): Teoría del Derecho: identidad y transformaciones (Santiago, Ediciones UC), 301 pp.
- (2019): Itinerario latinoamericano del derecho público francés. Homenaje al profesor Franck Moderne. (España, Tirant lo blanch), 626 pp.
- (2020): El neomoderno derecho administrativo económico. 20 años de trayectoria de un programa de investigación. Pontificia Universidad Católica de Chile, Programa de Derecho Administrativo Económico (Santiago), 250 pp.
- (2022): Empresas Públicas: régimen jurídico. Actas de las XIV Jornadas de Derecho Administrativo (2017). (Sonia Zuvanich Hirmas y Alejandro Vergara Blanco - Editores) (Santiago,  Tirant lo Blanch.), 304 pp.
- (2022): El Derecho Administrativo ante la Jurisprudencia. Comentarios de sentencias y dictámenes en temas relevantes de la disciplina (2012 a 2022). (Santiago, Thomson Reuters), 600 pp.
- (2022): El Derecho Administrativo ante la Jurisprudencia. Comentarios de sentencias y dictámenes en temas relevantes de la disciplina (2012 a 2022). (Santiago, Thomson Reuters), 600 pp.
- (2022): Andrés Bello Escritos Sobre Fuentes del Derecho: Constitución, Ley, Costumbre y Jurisprudencia. (Santiago, Editorial Jurídica de Chile), 453 pp.
- (2023): El Derecho Administrativo como Sistema Autónomo. El mito del Código Civil como derecho común. La división derecho público/derecho privado. (España, Tirant lo Blanch), 272 pp.
- (2023): Derecho de aguas: los modelos de España y Chile. Ángel Menéndez Rexach y Alejandro Vergara Blanco. (España, Valencia, Tirant lo Blanch), 174 pp.
- (2024): Grandes Juristas: Su aporte a la construcción del Derecho (Santiago, Ediciones UC), 924 pp.

## Edición de Fuentes
- (1994): Repertorio de Legislación y Jurisprudencia Chilenas. Código de Minería (2ª ed.), noviembre. Santiago, Chile: Jurídica de Chile: (Ed.).  9-10 (Prefacio).
- (1997): Repertorio de Legislación y Jurisprudencia Chilenas, Código de Aguas. Santiago, Chile: Jurídica de Chile (Ed.).
- (2011): Código de Aguas comentado (Santiago, Abeledo Perrot), 893 pp.
- (2014): Dogmática y Sistemas. Estudios de la Teoría del Derecho (Santiago, Thomson Reuters-La Ley), 226 pp.
- (2018): Código Administrativo General: Colección privada. Normativa sistematizada, 5° Edición (Santiago, Thomson Reuters-La Ley).
- (2018): Código de Energía. Sistematización de leyes anotadas y actualizadas (2° edición) Santiago, Chile: Abeledo Perrot (Ed.).

## Traducciones
- (2014): Dante Caponera, Principios de derecho y Administración de aguas (Universidad Externado de Colombia), 573 pp.
- (2017): Emilio Betti, Teoría de la interpretación jurídica (Santiago, Ediciones UC), 238 pp.
- (2017): Franck Moderne, Principios Generales del Derecho: Método y aceptación en Derecho Administrativo y Constitucional (Santiago, Thomson Reuters) 295 pp.
- (2024): Georgius Agricola. Derecho de las concesiones mineras: De re metallica, Libro qvarto. Edición, traducción y estudio preliminar de Alejandro Vergara Blanco. (España, Tirant lo Blanch), 172 pp.
- (2024): Georg Jellinek. Sistema de los derechos públicos subjetivos. Edición, traducción (desde la versión italiana) y nota preliminar de Alejandro Vergara Blanco (España, Tirant lo Blanch), 316 pp.